# سوففهم بولبك (كامبريدجشير)
سوففهم بولبك (بالإنجليزية: Swaffham Bulbeck)‏ هي قرية وأبرشية مدنية تقع في المملكة المتحدة في إنجلترا. يقدر عدد سكانها بـ 826 نسمة .